# La colonna e il fondamento della Verità
La colonna e il fondamento della Verità. Saggio di teodicea ortodossa in dodici lettere (Столп и утверждение истины, Stolp i utverždenie istiny) è l'opera filosofica e teologica fondamentale di Pavel Aleksandrovič Florenskij (1882-1937), costruita attraverso l'interazione della saggistica col genere epistolare. Venne pubblicata in prima stampa nel 1914 presso la casa editrice russa Put' (Mosca) in seguito ai profondi ripensamenti e alle ampie revisioni dell'autore. Spesso considerata come vero capolavoro del pensiero cristiano del Novecento, ebbe in prima battuta un forte impatto nella cultura russa dell'epoca.

## Il contenuto
Nell'interazione tra filosofia e ontologia trinitaria, la concezione florenskijana della verità è nutrita nel suo semplice valore logico da un senso pienamente ontologico e salvifico. Nelle prime lettere che costituiscono l'opera, infatti, il narratore pone in atto la sua ricerca in un primo tempo attraverso una ragione esigente che si cala nell'abisso, fino a raggiungere gli inferni dello scetticismo.
Nel percorso seguito dall'autore, la profondità della vita si rivela inaccessibile al raziocinio: la legge dell'identità e il principio di ragion sufficiente conducono a meri schemi vuoti, alla semplice ed egoistica autoaffermazione dell'io (in specie, il riferimento è quindi alla legge dell'identità). L'opera di Pavel Aleksandrovič Florenskij si propone dunque, attraverso una profonda rassegna del pensiero della tradizione ortodossa sempre sotteso e presente, di mostrare le condizioni di attendibilità della verità, rivolgendo l'attenzione alle dinamiche interne di una ragione caratterizzata da una struttura antinomica.
La conoscenza florenskijana non mira a una verità qualsiasi: l'attenzione è puntata sull'istina, la verità concepita nel suo fondamentale legame con la vita e con l'esperienza. Ed è una verità, inoltre, che contiene in sé anche il comune dramma della vita, e non può non passare per un'ampia decostruzione del soggettivismo assolutistico, in quanto il dramma stesso non può essere sottoposto a una pura e vuota certezza formale.
L'autoidentità, passando per la morte della parola, esclude ogni possibilità di incontro con ciò che si trova fuori dell'io: la sua morte è assicurata dalla vanificazione dell'incontro con l'altro.
(Pavel Aleksandrovič Florenskij, La Colonna e il fondamento della verità, 1914)

## La prima traduzione italiana
Al panorama editoriale italiano si deve la prima traduzione mondiale dell'opera. Grazie a Pietro Modesto (traduttore), a Elémire Zolla (curatore) e all'impegno del suo  direttore editoriale Alfredo Cattabiani, l'editore Rusconi nel 1974 può pubblicare il volume che caratterizzerà fortemente la ricezione italiana dell'autore. Una ricezione comunque frammentata e complessa, sottoposta in prima istanza agli avvenimenti politici e storici della terra russa e ai condizionamenti subiti dalla sua cultura. La lettura e l'interpretazione dell'opera florenskijana, ancora in corso, è ad ogni modo fortemente limitata, in Occidente, nell'apprezzamento filosofico, come nella sua comprensione e accettazione incondizionata all'interno dell'Accademia quale punto fermo del pensiero contemporaneo.

## Edizioni italiane dell'opera
- a cura di Elémire Zolla, traduzione di Pietro Modesto, Rusconi, Milano 1974;
- a cura di Natalino Valentini, traduzione di Pietro Modesto riveduta, integrata e corretta da Rossella Zugan e Natalino Valentini, San Paolo, Cinisello Balsamo, 2010;
- traduzione di Emilia Sassi e Kira Mladič, introduzione di Roberto Revello,  Mimesis, Milano-Udine, 2012